# Daniel Noboa
Daniel Roy Gilchrist Noboa Azín (* 30. listopadu 1987 Miami) je ekvádorský politik a podnikatel, od listopadu 2023 prezident Ekvádoru. V době své inaugurace mu bylo 35 let, čímž se stal druhým nejmladším prezidentem v historii země po Juanu José Floresovi a nejmladším, který byl zvolen ve volbách.
Mezi roky 2021 a 2023 působil jako člen Národního shromáždění, než bylo rozpuštěno dekretem prezidenta Guillerma Lassa. V květnu 2023 oznámil svou kandidaturu na prezidenta v předčasných volbách konaných v témže roce. V prvním kole získal 23,47 % hlasů a postoupil do druhého kola. V něm získal 51,83 % hlasů a zvítězil.
V současné době je po Ibrahimu Traorém z Burkiny Faso druhým nejmladším státníkem na světě.

## Mládí a vzdělání
Narodil se 30. listopadu 1987 v Miami na Floridě, vyrůstal však v Guayaquilu. Je synem podnikatele Álvara Noboa a lékařky Anabelly Azín.
V roce 2010 získal titul Bachelor of Business Administration na New York University Stern School of Business. V roce 2019 získal titul Master of Business Administration na Kellogg School of Management. Studoval také na Harvardově univerzitě a v roce 2022 získal magisterský titul na Univerzitě George Washingtona.

## Soukromý život
Dne 23. prosince 2017 se oženil s Gabrielou Goldbaum. Společně mají dceru. Později se však po zdlouhavém soudním procesu rozvedli.
V roce 2019 se seznámil s internetovou celebritou Lavinií Valbonesi, kterou si vzal 28. srpna 2021, po roce a osmi měsících vztahu. Mají spolu jednoho syna. Společně čekají druhého syna.
Vedle rodné španělštiny hovoří také anglicky.